# 넬리 마즐룸
넬리 마즐룸(아랍어: نيلى مظلوم, 그리스어: Νέλλη Μασλούμ, 영어: Nelly Mazloum, 1929년 6월 9일 ~ 2003년 2월 21일)은 이집트와 그리스의 무용가이자 배우이다. 이집트의 전통 민속 무용을 극화한 예술적 형식에 적용한 최초의 선구자로 여겨진다.

## 생애 초반
넬리 마즐룸은 1929년 6월 9일에 이집트 알렉산드리아에서 이탈리아·그리스계 부유층 부부의 딸로 태어났다. 이탈리아 나폴리 출신의 아버지는 보석 세공업자로 근무했고 터키 아나톨리아 지방 출신의 어머니는 유능한 피아노 연주자로 활동했다. 이들 부부는 알람브라 극장 건너편에 호텔을 소유하고 있었다. 넬리 마즐룸은 2세 시절에 소아마비 증세를 앓았는데 발레 교사였던 소아과 부부 의사가 수년 동안 간호한 끝에 다시 걸을 수 있었다. 이를 계기로 춤은 넬리 마즐룸의 열정으로 여겨졌다.
넬리 마즐룸은 5세 시절에 솔로 댄서로 무용가 경력을 시작했으며 언론에서는 "신동"이라고 부르기도 했다. 넬리 마즐룸은 1939년부터 1945년까지 아역 배우로 활동했는데 10세 시절에는 그리스의 영화 작품 《난민 소녀》에 출연했다. 넬리 마즐룸의 매니저였던 어머니는 여름에 알렉산드리아에서, 겨울에는 카이로에서 일하면서 매일 공연을 했다.
넬리 마즐룸은 어린 시절에 유명한 카지노 오페라에서 무용가로 활동했는데 매일 2차례의 공연, 온 가족을 위한 마티네, 술을 예약할 수 있는 저녁 공연이 있었다. 넬리 마즐룸은 바디아 마사브니가 운영하던 유명한 카지노 오페라에서 동료 무용가들과 함께 벨리댄스 공연을 시작하게 된다. 넬리 마즐룸은 어린 시절에 마티네 쇼에 참여하면서 근대 무용, 고전 발레를 추었지만 사미아 가말, 타헤이야 카리오카와 같은 벨리댄서들의 저녁 공연을 보기 위해 머물렀다.

## 황금기와 극단 활동
넬리 마즐룸은 1940년대와 1950년대 사이에 이집트의 여러 극장에서 춤을 추고 연기하면서 자신만의 안무를 만들었고 약 17편에 달하는 이집트의 영화 작품에서 공연, 연기를 담당했다. 1947년에는 이집트의 엘리트 계층에 소속되어 있던 소녀들을 위해 카이로에 발레 학교를 설립했다. 1948년에 카이로 왕립 오페라 하우스의 수석 발레리나가 된 이후에 젊은 예술가들을 가르치고 훈련했다.
넬리 마즐룸은 1950년대 초반에 기회와 시간이 허락될 때마다 사막 지대의 베두인에서 이집트 각지의 가와지, 마을, 시장, 도시에 이르기까지 원래 환경에서 사람들의 춤을 관찰하고 연구하면서 이집트 전국을 여행했다. 1955년에는 자신만의 무용단을 결성했고 카이로에 민속 무용 학교를 설립했다. 이를 계기로 넬리 마즐룸은 이집트에서 활동하던 모든 세대의 무용수와 안무가들에게 영감을 준 무용가로 여겨지게 된다. 넬리 마즐룸은 1959년부터 1964년까지 이집트의 지역 극장과 다양한 텔레비전 쇼를 통해 진행된 수많은 민속 공연에 출연했다.
1959년부터 1960년 사이에 이집트 정부가 소련 정부의 지원을 통해 이집트 국립 발레 아카데미를 설립했다. 넬리 마즐룸은 1961년부터 1964년 사이에 이집트 문화부의 지시를 통해 소련 모스크바 발레 스쿨에서 보조 교사로 근무했던 알렉세이 주코프의 조수로 근무했고 이집트 고전 무용을 가르치는 역할을 맡게 된다. 하지만 1964년에 이집트에서 문화부 장관이 교체되면서 넬리 마즐룸이 운영하던 무용단에 대한 지원이 끊겼고 많은 무용가들이 이집트의 민속 무용을 대표하는 국립 무용단에 고용되었다. 또한 이집트의 언론들이 넬리 마즐룸에 대한 비방 공세를 이어가면서 넬리 마즐룸은 생활고에 시달리게 된다.

## 그리스 이주와 무용 강사 활동
넬리 마즐룸은 1964년에 이집트를 떠나 그리스로 이주하면서 "넬리 마즐룸 칼보"(Nelly Mazloum Calvo)라는 이름을 사용했고 아테네에 국제 무용 학교를 설립하면서 발레와 현대 무용을 가르치게 된다. 1985년부터 2003년에 사망할 때까지 자신만의 시스템과 창의적인 기술을 사용하면서 오리엔탈 댄스를 가르쳤다. 넬리 마즐룸은 부정적인 의미가 담긴 '벨리댄스'(Belly dance) 대신 긍정적인 의미가 담긴 '오리엔탈 댄스'(Oriental dance)라는 용어를 선호했다고 한다. 넬리 마즐룸의 오리엔탈 댄스에는 "귀족의 춤"을 뜻하는 '하와넴'(Hawanem)이라고 부르는 고유의 스타일을 포함한 기법이 특징이다. 또한 유럽 전역에서 여러 세미나를 개최하면서 자신만의 오리엔탈 댄스 기법, 비비코포리얼(Vivicorporeal), 파라오닉 댄스(Pharaonic dance)를 처음 소개했다.
넬리 마즐룸이 오리엔탈 댄스를 가르치는 데에 가장 중점을 둔 것은 스텝, 음악성, 표현의 정교함, 올바른 수행, 자세 인식의 가치를 강조한 것이었다. 이러한 방식은 전 세계의 많은 무용가들과 강사들에게 영향을 주었다. 넬리 마즐룸의 구조화된 교육학적 교수법과 뛰어난 교수 기술, 인내심, 유머러스한 성격, 삶에 대한 열정은 넬리 마즐룸의 세미나를 학생들에게 지식의 위대한 모험으로 만들었다. 또한 급격한 진보와 여러 세미나 참가자들의 춤의 질을 향상시켰다.
넬리 마즐룸은 1990년에 뉴 에이지 여성들을 위한 이집트의 무용 기법에 대한 연구 서적인 《넬리 마즐룸의 오리엔탈 댄스 기법》(Nelly Mazloum Oriental Dance Technique, 1992년에 출간됨)을 집필하기 시작했다. 2001년에는 자신의 딸과 함께 비영리 무용 단체인 넬리 마즐룸 지중해 고전 무용 연구소(Nelly Mazloum Mediterranean Archaic Dance Research Institute, MADRI)를 설립했는데 이 단체는 고대 지중해의 춤의 발전과 보전, 넬리 마즐룸의 무용 기법 보존을 목적으로 한다.
넬리 마즐룸은 2003년 2월 21일에 그리스 아테네에서 향년 73세를 일기로 사망했다. 넬리 마즐룸의 딸인 마리안나 루수 마즐룸(Marianna Roussou Mazloum)은 어린 시절부터 어머니로부터 직접 지속적인 교육을 받았는데 넬리 마즐룸의 인생, 무용 기법, 유산, 작품에 대한 정확한 문서, 희귀 사진으로 뒷받침되는 강의, 세미나, 워크숍을 40년 넘게 진행했다.

## 참고 문헌
- (영어) 《넬리 마즐룸의 오리엔탈 댄스 기법》 (1990년 ~ 1992년) ISBN 960-220-097-9